# ويليامسفيل (نيويورك)
ويليامسفيل (بالإنجليزية: Williamsville, New York)‏ هي بلدة تقع في الولايات المتحدة في مقاطعة إيري، نيويورك. يقدر عدد سكانها بـ 5,300 نسمة ومساحتها 3.2 كم2 وترتفع عن سطح البحر 206 متر.

## التركيبة السكانية
حدّد مكتب تعداد الولايات المتحدة بيانات التركيبة السكانية لويليامسفيل في تعداد الولايات المتحدة. في ما يلي، التركيبة السكانية حسب تعدادي 2000 و2010.

### تعداد عام 2000
بلغ عدد سكان ويليامسفيل 5,573 نسمة بحسب تعداد عام 2000، وبلغ عدد الأسر 2,534 أسرة وعدد العائلات 1,339 عائلة مقيمة في القرية. في حين سجلت الكثافة السكانية 1,699.1 نسمة لكل كيلومتر مربع (4,400.6/ميل2). وبلغ عدد الوحدات السكنية 2,640 وحدة بمتوسط كثافة قدره 804.9 لكل كيلومتر مربع (2,084.7/ميل2).
وتوزع التركيب العرقي للقرية بنسبة 97.29% من البيض و0.68% من الأمريكيين الأفارقة و0.11% من الأمريكيين الأصليين و0.95% من الأمريكيين ذوي الأصول الآسيوية و0.32% من الأعراق الأخرى و0.65% من عرقين مختلطين أو أكثر و1.08% من الهسبانيون أو اللاتينيون من أي عرق.
بلغ عدد الأسر 2,534 أسرة كانت نسبة 23.3% منها لديها أطفال تحت سن الثامنة عشر تعيش معهم، وبلغت نسبة الأزواج القاطنين مع بعضهم البعض 42.1% من أصل المجموع الكلي للأسر، ونسبة 8.9% من الأسر كان لديها معيلات من الإناث دون وجود شريك، بينما كانت نسبة 1.9% من الأسر لديها معيلون من الذكور دون وجود شريكة وكانت نسبة 47.2% من غير العائلات. تألفت نسبة 42.3% من أصل جميع الأسر من عدة أفراد يعيشون في نفس المنزل ونسبة 21.7% كانت تتألف من شخص يعيش بمفرده يبلغ من العمر 65 عاماً أو أكثر. وبلغ متوسط حجم الأسرة المعيشية 2.11، أما متوسط حجم العائلات فبلغ 2.93.
بلغ العمر الوسطي للسكان 44.2 عاماً. وكانت نسبة 19.4% من القاطنين تحت سن الثامنة عشر، وكانت نسبة 5.2% بين الثامنة عشر والرابعة والعشرين عاماً، ونسبة 26.5% كانت واقعةً في الفئة العمرية ما بين الخامسة والعشرين والرابعة والأربعين عاماً، ونسبة 22.9% كانت ما بين الخامسة والأربعين والرابعة والستين، ونسبة 22.1% كانت ضمن فئة الخامسة والستين عاماً فما فوق. يوجد لكل 100 أنثى 79.9 ذكر، ويوجد لكل 100 أنثى في الثامنة عشر من عمرها فما فوق 76.0 ذكر.

### تعداد عام 2010
بلغ عدد سكان ويليامسفيل 5,300 نسمة بحسب تعداد عام 2010، وبلغ عدد الأسر 2,534 أسرة وعدد العائلات 1,252 عائلة مقيمة في القرية. في حين سجلت الكثافة السكانية 1,615.9 نسمة لكل كيلومتر مربع (4,185.2/ميل2). وبلغ عدد الوحدات السكنية 2,695 وحدة بمتوسط كثافة قدره 821.6 لكل كيلومتر مربع (2,127.9/ميل2).
وتوزع التركيب العرقي للقرية بنسبة 91.62% من البيض و2.23% من الأمريكيين الأفارقة و0.11% من الأمريكيين الأصليين و4.21% من الأمريكيين ذوي الأصول الآسيوية و0.57% من الأعراق الأخرى و1.26% من عرقين مختلطين أو أكثر و1.68% من الهسبانيون أو اللاتينيون من أي عرق.
بلغ عدد الأسر 2,534 أسرة كانت نسبة 21.4% منها لديها أطفال تحت سن الثامنة عشر تعيش معهم، وبلغت نسبة الأزواج القاطنين مع بعضهم البعض 36.7% من أصل المجموع الكلي للأسر، ونسبة 9.9% من الأسر كان لديها معيلات من الإناث دون وجود شريك، بينما كانت نسبة 2.8% من الأسر لديها معيلون من الذكور دون وجود شريكة وكانت نسبة 50.6% من غير العائلات. تألفت نسبة 44.4% من أصل جميع الأسر من عدة أفراد يعيشون في نفس المنزل ونسبة 21.5% كانت تتألف من شخص يعيش بمفرده يبلغ من العمر 65 عاماً أو أكثر. وبلغ متوسط حجم الأسرة المعيشية 2.01، أما متوسط حجم العائلات فبلغ 2.87.
بلغ العمر الوسطي للسكان 46.4 عاماً. وكانت نسبة 18.2% من القاطنين تحت سن الثامنة عشر، وكانت نسبة 7.1% بين الثامنة عشر والرابعة والعشرين عاماً، ونسبة 22.9% كانت واقعةً في الفئة العمرية ما بين الخامسة والعشرين والرابعة والأربعين عاماً، ونسبة 28.2% كانت ما بين الخامسة والأربعين والرابعة والستين، ونسبة 23.5% كانت ضمن فئة الخامسة والستين عاماً فما فوق. وتوزع التركيب الجنسي للسكان بنسبة 43.7% ذكور و56.3% إناث.

## أعلام
- روي تورنبول بلاك
- كول شنايدر
- سكوت إي. فريدمان
- جاستن بيلي
- نيلسون ك. هوبكينز